# Équipe d'Argentine féminine de handball aux Jeux olympiques d'été de 2016
Cet article relate le parcours de l'Équipe d'Argentine féminine de handball aux Jeux olympiques d'été de 2016, organisé au Brésil. Il s'agit de la 1re participation de l'Argentine aux Jeux olympiques.
L'équipe est éliminée dès la phase de poule avec 5 défaites en autant de matchs.

## Résultats
|   | Équipe       | Pts | J | G | N | P | Bp  | Bc  | Diff |
| - | ------------ | --- | - | - | - | - | --- | --- | ---- |
| 1 | Russie       | 10  | 5 | 5 | 0 | 0 | 165 | 147 | 18   |
| 2 | France       | 8   | 5 | 4 | 0 | 1 | 118 | 93  | 25   |
| 3 | Suède        | 5   | 5 | 2 | 1 | 2 | 150 | 141 | 9    |
| 4 | Pays-Bas     | 4   | 5 | 1 | 2 | 2 | 135 | 135 | 0    |
| 5 | Corée du Sud | 3   | 5 | 1 | 1 | 3 | 130 | 136 | -6   |
| 6 | Argentine    | 0   | 5 | 0 | 0 | 5 | 101 | 147 | -46  |

|  | Qualifié pour les quarts de finale                                                                                     |
|  | Éliminé |
|  | Pts points ; J joués ; G victoires ; N nuls ; P défaites BP buts marqués ; BC buts encaissés ; Diff différence de buts |

| 6 août 2016 21 h 50 | Suède    | 31 - 21  | Argentine | Future Arena, Rio de Janeiro Affluence : 6 575 Arbitrage : Coulibaly, Diabaté |
| 6 août 2016 21 h 50 | Hagman 6 | (13 - 9) | Mendoza 5 | Future Arena, Rio de Janeiro Affluence : 6 575 Arbitrage : Coulibaly, Diabaté |
| 6 août 2016 21 h 50 | ×3 ×5    | Rapport  | ×1 ×6     | Future Arena, Rio de Janeiro Affluence : 6 575 Arbitrage : Coulibaly, Diabaté |

| 8 août 2016 19 h 50 | Argentine | 18 - 26  | Pays-Bas | Future Arena, Rio de Janeiro Affluence : 8 975 Arbitrage : Mousaviyan, Kolahdouzan |
| 8 août 2016 19 h 50 | Mendoza 3 | (9 - 13) | Polman 6 | Future Arena, Rio de Janeiro Affluence : 8 975 Arbitrage : Mousaviyan, Kolahdouzan |
| 8 août 2016 19 h 50 | ×1 ×6     | Rapport  | ×3 ×5    | Future Arena, Rio de Janeiro Affluence : 8 975 Arbitrage : Mousaviyan, Kolahdouzan |

| 10 août 2016 21 h 50 | France    | 27 - 11  | Argentine  | Future Arena, Rio de Janeiro Affluence : 7 184 Arbitrage : Alpaidze, Berezkina |
| 10 août 2016 21 h 50 | Houette 8 | (15 - 4) | Campigli 4 | Future Arena, Rio de Janeiro Affluence : 7 184 Arbitrage : Alpaidze, Berezkina |
| 10 août 2016 21 h 50 | ×3 ×4     | Rapport  | ×2 ×7      | Future Arena, Rio de Janeiro Affluence : 7 184 Arbitrage : Alpaidze, Berezkina |

| 12 août 2016 19 h 50 | Russie       | 35 - 29   | Argentine | Future Arena, Rio de Janeiro Affluence : 6 948 Arbitrage : Mousaviyan, Kolahdouzan |
| 12 août 2016 19 h 50 | Viakhireva 7 | (20 - 18) | Pizzo 6   | Future Arena, Rio de Janeiro Affluence : 6 948 Arbitrage : Mousaviyan, Kolahdouzan |
| 12 août 2016 19 h 50 | ×3 ×11       | Rapport   | ×4 ×7     | Future Arena, Rio de Janeiro Affluence : 6 948 Arbitrage : Mousaviyan, Kolahdouzan |

| 14 août 2016 21 h 50 | Argentine | 22 - 28   | Corée du Sud | Future Arena, Rio de Janeiro Affluence : 4 495 Arbitrage : Charlotte et Julie Bonaventura |
| 14 août 2016 21 h 50 | Mendoza 6 | (10 - 12) | Gwon 11      | Future Arena, Rio de Janeiro Affluence : 4 495 Arbitrage : Charlotte et Julie Bonaventura |
| 14 août 2016 21 h 50 | ×3 ×5     | Rapport   | ×3 ×2        | Future Arena, Rio de Janeiro Affluence : 4 495 Arbitrage : Charlotte et Julie Bonaventura |